# Гирик, Фатма
Фатма Гирик (12 декабря 1942, Стамбул — 24 января 2022) — турецкая актриса

. Известна, в основном, своими образами сильных женщин.

## Биография
Родилась в семье рыбака Хайри Гирика и работницы фабрики Мюневвер Гирик, которая родила Фатму в возрасте 16 лет. В детстве Фатму за смелый характер называли «Мальчик Фатма» (тур. Erkek Fatma). В 1955 году, в возрасте 13 лет, впервые сыграла в кино, исполнив небольшую роль в фильме Günahkar Baba.
В 1957 сыграла главную роль в фильме Leke. После этого начала регулярно сниматься. В 1960 году сыграла в фильме Мемдуха Уна Ölüm Peşimizde, эта роль сделала Гирик знаменитой. Она также сыграла в таких фильмах, как Ezo Gelin и Boş Beşik. Пик славы Фатмы Гирик пришёлся на 1960-70-е годы. Первоначально она играла слабых девушек, но постепенно стала играть роли сильных целеустремлённых женщин, которые принесли ей славу. Помимо кинофильмов, Гирик снималась также в ТВ-сериалах.
В 1965 года Фатма Гирик получила премию «Золотой апельсин» за роль в фильме Keşanlı Ali Destanı. Помимо актёрской карьеры, Гирик также занималась политикой. Избиралась в 1989 году главой района Шишли от социал-демократической народной партии.
Гирик снялась во многих фильмах режиссёра Мемдуха Уна, с которым у неё сложились не только профессиональные, но и любовные отношения, но в браке между собой они официально никогда не состояли.
Умерла 24 января 2022 года.